# エドワード・ネヴィル (第15代バーガヴェニー男爵)
事実上の第15代バーガヴェニー男爵および法令上の第3代バーガヴェニー男爵エドワード・ネヴィル（英語: Edward Nevill, de facto 15th (de jure 3rd) Baron Bergavenny、1705年頃 – 1724年10月9日）は、イギリスの貴族。

## 生涯
第13代バーガヴェニー男爵ジョージ・ネヴィルとアン・ウォーカー（Anne Walker、1748年6月26日没、ネヘミア・ウォーカーの娘）の息子として生まれた。
1723年11月15日に兄ジョージが死去すると、バーガヴェニー男爵の爵位を継承した。
1724年5月6日、フリート刑務所のチャペルでキャサリン・タットン（Katherine Tatton、1729年12月4日没、ウィリアム・タットンの娘）と結婚したが、2人の間に子供はいなかった。
1724年10月9日、兄と同じく天然痘により病死、叔父エドワードの息子ウィリアムが（事実上）爵位を継承した。一方で法令上1695年に創設された爵位は姉ジェーンと妹アンの間で保持者不在になり、1737年にアンが死去したことでジェーンが（法令上）爵位を継承した。